# 小林ゆうの（仮）
『小林ゆうの（仮）』（こばやしゆうのかっこかり）は、2009年4月8日から2014年4月2日まで文化放送超!A&G+で放送されていた簡易動画付きラジオ番組。パーソナリティは小林ゆう。

## 概要
番組タイトルやコーナーが何も決まっていない状態から、番組を一から作り上げていく、『｢小林ゆう｣の｢小林ゆう｣による｢小林ゆう｣のための実験的なラジオ番組』。「家族みたいな暖かさ」を番組コンセプトとしており、別名「家族ラジオ」と銘打っている。そのため、番組では、パーソナリティ、スタッフ、リスナーを一つの「家族」に見立てており、小林ゆう自身は『赤ちゃん』という設定で、リスナーを「パパ」「ママ」と呼んでいる。リスナーからのメールを紹介する時の挨拶も「ただいま」「おかえり」となっている。

### 放送時間
超!A&G+
隔週更新
- 2009年4月8日 - 2009年9月23日

水曜日 23:30 - 24:30 （リピート放送: 木曜日 11:30 - 12:30）
- 2009年10月7日 - 2010年3月24日

水曜日 23:00 - 24:00 （リピート放送: 木曜日 11:00 - 12:00、土曜日 25:00 - 26：00）
- 2010年4月7日 - 2011年3月23日

水曜日 23:00 - 24:00 （リピート放送: 木曜日 11:00 - 12:00）
- 2011年4月6日 - 2011年9月21日

水曜日 24:00 - 25:00 （リピート放送: 木曜日 12:00 - 13:00）
- 2011年10月5日 - 2012年3月21日

水曜日 25:05 - 25:50 （リピート放送: 木曜日 15:05 - 15:50）
毎週更新
- 2012年4月4日 - 2013年10月2日

水曜日 25:00 - 25:30 （リピート放送: 木曜日 15:00 - 15:30）
- 2013年10月9日 - 2014年1月1日

水曜日 25:30 - 26:00 （リピート放送: 木曜日 15:30 - 16:00）
- 2014年1月8日 - 2014年4月2日

水曜日 25:00 - 25:30 （リピート放送: 木曜日 15:00 - 15:30）
最初の3ヶ月は動画なしだったが、2009年7月1日から一部が簡易動画化した。コーナー単位で、動画コーナーと静止画のみのコーナーがある。
HiBiKi Radio Station
- 2011年1月19日 - 2012年3月28日 （第47回 - 第78回）

隔週水曜日配信
- 2012年4月11日 - 2012年12月26日 （第79回 - 第116回）

毎週水曜日配信
冒頭と最後に、小林ゆうによる短いメッセージが追加されている。曲コーナーの一部がカットされ、番組時間は若干短いことが多い。

### 家族（パーソナリティ・スタッフ）
ゆうが「家族」と言っている番組出演者・スタッフ。ぬいぐるみには小林ゆうが陰で声を当てている

#### パーソナリティ
小林ゆう
サブパーソナリティ（豚たちがメインパーソナリティという扱い）。
ミンチ
豚のぬいぐるみ。番組マスコット。元ネタの商品名はタカラトミーアーツ製のTHE PIG ぬいぐるみ。東京国際アニメフェア2012の文化放送のイメージキャラクターになっている。
携帯用ミンチ（小ミンチ）
手のひらサイズの豚のぬいぐるみ。最近は子ミンチと呼ばれる。ミンチに代わって画像に映っている。ミンチとは同一人物という設定。
ベーコン
豚のぬいぐるみ。鼻と尻尾を動かしながら前進と停止を繰り返す。足長ブランデー会長からのプレゼントで、元ネタの商品名はMr.BACON。
ラード
白豚のぬいぐるみ。身体をつまむと鳴く（音が鳴る）。早稲田大学の学園祭イベントでサークルスタッフからもらった。
黒ミンチ
黒豚のぬいぐるみ。体が黒いのは日焼けしているため、109でバイトしている。ファンからのプレゼント。
スモ子
豚のぬいぐるみ。体長60cmオーバーの大きさを誇る。足長ブランデー会長からのクリスマスプレゼント。しかしそのあまりの大きさから登場する回は減っており、現在は「力士になるためにイギリスへ留学している」ということになっている。
嬢
豚のぬいぐるみ。電源を入れ床に置くと笑い声をあげ左右に転がる。メス豚。足長ブランデー会長からのプレゼント。初登場となる2010年6月30日の放送回では、その奇怪な動きと笑い声に小林が本気で驚いてしまい泣きだしてしまった。
ビーフ

#### スタッフ
- 大将（小林洋平）- 構成作家
- つるりんさん（滝澤瞳）- ディレクター
- 足長ブランデー会長（宮野好章）- プロデューサー
- 隣人さん
- ヤギさん- 動画用カメラ担当

### テーマソング
オープニング
2009年4月8日 - 2010年3月31日
クイーン「ドント・ストップ・ミー・ナウ」 - 第一回放送分でゆうが自ら決めた
2010年4月7日 - 2010年7月28日
クイーン「ボーン・トゥ・ラヴ・ユー」
2010年8月11日 - 2010年12月1日
Crush Tears「Astro Rider」
2010年12月15日 -
Crush Tears「Shangri-La」
エンディング
2009年4月8日 - 2010年1月27日
小林ゆう「HANAJI BLOOD EXPLOSION-MIX」
2010年2月10日 - 2010年7月28日
Crush Tears「MAD LOVE」
2010年8月11日 - 2011年3月23日
クイーン「ボヘミアン・ラプソディ」
2011年4月6日 -
Crush Tears「再起動ダンディズム」

## コーナー
小林家の人々
リスナーが考えた「ゆうやミンチ、番組スタッフの普段の日常」を紹介し、小林やミンチ、番組スタッフの日常を決めていく。
2009年7月15日までは、私のお悩みき・い・てとして小林ゆうの悩みをリスナーに答えてもらうコーナーであった。
みんなの(仮)
リスナーの身の回りにある名前が決まっていない「（仮）」な物にゆうが命名する。
ゆうの実験室
小林ゆうにやってもらいたい企画をリスナーから募り、実際に挑戦する。
簡易動画対応。
限界に挑戦!
リスナーから送られた様々なお題に対して、その限界に挑戦する。
簡易動画対応。
ゆうのベスト3（仮）
リスナーから寄せられたお題のベスト3を小林ゆうが決めていく。
簡易動画対応。
2009年9月23日から。
ひさっかくん
リスナーからのアイデアをもとに、小林ゆう扮する「ひさっかくん」がスタッフに対してドッキリを仕掛ける。
簡易動画対応。
コーナー名の由来は、「ゆうの実験室」でドッキリを行った際「膝かっくん」を「ひさっかくん」と言い間違えたことから。
今週のお憑依さん
提供後にあるエンディングコーナー。リスナーから寄せられた人や物のお題に小林ゆうが憑依する。
ドントクライユー
リスナーから送られた泣けるエピソードを小林が演じるコーナー。
渡る世間は豚ばかり

## ゲスト
- 第23回（2010年2月10日） 金田朋子 - 公開録音
- 第31回（2010年6月2日） 大槻ケンヂ
- 第43回（2010年11月17日） 中原麻衣 - 公開録音
- 第49回（2011年2月9日） 藤原啓治
- 第59回（2011年6月29日） 明坂聡美 - 公開録音
- 第75回（2012年2月8日） 斎賀みつき
- 第88回（2012年6月6日） 斎藤千和 - 公開録音
- 第89回（2012年6月13日） 斎藤千和 - 公開録音
- 第123回（2013年2月6日） 野中藍
- 第175回（2014年2月5日） ヒャダイン

## 公開録音
「小林ゆうの（仮）」公開録音（1回目）
2010年1月31日、「小林ゆうのDVD（仮）」初回購入特典に応募したリスナーを抽選で招待し、ゲストに金田朋子を迎えて文化放送メディアプラスホールで開催された、公開録音イベント。イベントの模様は2010年2月10日の番組で全編動画で放送された。なお、イベント当日は、70～80分を想定した台本で行ったが、小林と金田の蛇足気味の進行により実際は2時間にも及び、放送時には一部コーナーがカットされた。
また、当日のサテライトプラスでは「小林ゆうのパブリック・ビューイング（仮）」としてイベントの模様を見られるようにした他、「小林ゆうのスクールカレンダー（仮）」の先行販売も実施した。
「小林ゆうの（仮）」公開収録（2回目）
2010年11月3日、文化放送の野外イベント「浜松町グリーン・サウンドフェスタ ―浜祭―」の一環で、ゲストに中原麻衣を迎えて、文化放送メディアプラスホールで開催された、公開録音。イベントの模様は2010年11月17日の番組で全編動画で放送された。
「小林ゆうの（仮）」公開収録（3回目）
2011年6月12日、「小林ゆうのDVD（（仮））」初回購入特典に応募したリスナーを抽選で招待し、ゲストに明坂聡美を迎えて文化放送メディアプラスホールで開催された、公開録音イベント。イベントは80分で終了した。当日はミンチTシャツが50色（4サイズ）が各1枚ずつで販売された。
「小林ゆうの（仮）」公開生放送
2012年3月24日、「東京国際アニメフェア2012」の文化放送ブースで45分間生放送が行われた。当日は「ミンチの12色春パーカー」（全5サイズ）が販売された。
「小林ゆうの（仮）」公開録音（4回目）
2012年6月3日、「萌えカル文化祭2012」の一環として開催された。ゲストは斎藤千和。当日は「ミンチ初夏Tシャツ」が販売された。
「A&Gオールスター2012」
2012年10月28日、パシフィコ横浜で開催された。杉田智和のアニゲラ!ディドゥーーンと共演。

## 関連番組
小林ゆうの（仮）〜アニスパお憑依計画〜
文化放送「A&G 超RADIO SHOW〜アニスパ!〜」内、2009年7月25日 - 8月15日（2009年8月8日放送分は野球中継延長のため休止）。
超!A&G+の関連番組は「井口裕香の超ラジ!Girls おとなチャレンジ」以来で、超ラジ!・超ラジ!Girls以外の番組が超!A&G+の関連番組を担当するのは初。
小林ゆうパーソナリティの箱番組としては、小林ゆうの小林文明（「白石涼子の聞かなきゃ☆そん♪Song!」内、超!A&G+では、30分版を放送 2008年4月-2009年3月）以来4か月ぶり。
ちなみに番組の構成作家である小林洋平は、「アニスパ!」のADも担当している。
YUのCrush RADIO!
文化放送「A&G 超RADIO SHOW〜アニスパ!〜」内、2009年8月7日 - 28日。
ゆうがCrush TearsのYUとしてパーソナリティを務めた番組。

## 関連商品
- 2009年10月02日 - 小林ゆうのDVD（仮）[6]
- 2010年02月14日 - 小林ゆうのスクールカレンダー（仮） - 1月31日の番組公開録音イベントで先行販売
- 2010年08月13日 - 小林ゆうのコミック（仮） - コミックマーケット78で先行販売
- 2011年03月23日 - 小林ゆうのDVD((仮))
- 2011年06月12日 - ミンチ50色Tシャツ - 完売
- 2011年08月12日 - ミンチ24色ポロシャツ - コミックマーケット80で先行販売
- 2012年03月24日 - ミンチ12色春パーカー - 東京国際アニメフェア2012で先行販売
- 2012年06月3日 - ミンチ初夏Tシャツ - 萌えカル文化祭で販売
- 2012年010月28日 - 杉田智和のアニゲラディドゥーーン！＆小林ゆうの（仮）コラボTシャツ - A&Gオールスター2012で販売